# Giovanni Formisano
Giovanni Formisano (Catania, 24 ottobre 1878 – Catania, 22 dicembre 1962) è stato un poeta italiano, che compose in siciliano.

## Biografia
Nacque a Catania il 24 ottobre 1878 da Lucia Platania e Davide Formisano, si diplomò al Tecnico Commerciale di Catania e svolse attività quale titolare di un negozio di edilizia sito in via Antonino di San Giuliano. Sposò Maria Polano di Cagliari e dal loro matrimonio nacquero Davide, Lucia e Alba. Fu vicedirettore del giornale satirico Lei è Lario e scrisse anche per altri periodici, fra i quali Il Marranzano, Torcia a ventu, D'Artagnan, Po' tu cuntu, eccetera. La sua poesia è chiara e limpida, dettata dal canto sincero dell’anima. Fu scrittore di canzoni siciliane tra le quali: ...E vui durmiti ancora!, Luntananza, Taurmina, Prijeri persi, Varcuzza abbannunata, Lavannara, A me matri, Sirinata, Sacciu. Le sue commedie affrontano, in chiave satirica, temi sociali. Morì a Catania il 22 dicembre 1962.
Viene ricordato soprattutto per la raccolta E vui durmiti ancora del 1910, ma anche per aver pubblicato la rivista di poesie Torcia a ventu.

## Il monumento
In piazza Majorana a Catania è stato dedicato un piccolo monumento a forma di libro aperto, su cui campeggiano il busto bronzeo del Formisano e alcuni dei suoi versi immortali, in particolare i versi della poesia E vui durmiti ancora, musicata e cantata da numerosi gruppi folkloristici siciliani.